# White Treachery
White Treachery è un cortometraggio muto del 1912 diretto da Allan Dwan.

## Trama
Un cowboy, furbo e senza scrupoli, desidera una bella ragazza indiana. Riesce a conquistarla ma solo per andare incontro alla propria rovina.

## Produzione
Il film fu prodotto dalla Flying A (American Film Manufacturing Company).

## Distribuzione
Distribuito dalla Film Supply Company, il film - un cortometraggio in una bobina - uscì nelle sale cinematografiche USA il 23 settembre 1912.